# Crookham Village
Crookham Village är en civil parish i Storbritannien.   Den ligger i grevskapet Hampshire och riksdelen England, i den södra delen av landet, 60 km sydväst om huvudstaden London. Antalet invånare är 3 648. Arean är 4,4 kvadratkilometer.
Terrängen i Crookham Village är platt.